# Ostedes macrophthalma
Ostedes macrophthalma là một loài bọ cánh cứng trong họ Cerambycidae.